# Мелстон (Монтана)
Мелстон (енгл. Melstone) град је у америчкој савезној држави Монтана.

## Демографија
По попису из 2010. године број становника је 96, што је 40 (-29,4%) становника мање него 2000. године.
| Група             | 2000.       | 2010.      |
| Белци             | 130 (95,6%) | 93 (96,9%) |
| Афроамериканци    | 0 (0,0%)    | 2 (2,1%)   |
| Азијати           | 1 (0,7%)    | 0 (0,0%)   |
| Хиспаноамериканци | 2 (1,5%)    | 1 (1,0%)   |
| Укупно            | 136         | 96         |